# 蘆葦溪天文台
蘆葦溪天文台 （英語：Reedy Creek Observatory， 天文台編號列表：428 ）是一個位於澳大利亞的天文台 ，是澳大利亚业余天文学家约翰·布劳顿观测近地天体的场所。  
蘆葦溪天文台位于澳大利亞黄金海岸的郊区蘆葦溪，經緯度為28°06′S 153°24′E / 28.100°S 153.400°E ，郵政編碼為4227，海拔66（217英尺） 。 

## 另見
- 小行星24105